# Bahnhof Buchs SG
Der Bahnhof Buchs SG ist der Bahnhof der Schweizer Stadt Buchs im Kanton St. Gallen. Er wurde im Jahr 1858 eingeweiht. Im Güterverkehr ist er der wichtigste Schweizer Grenzbahnhof zu Österreich. Neben den Anlagen für den Reiseverkehr bestehen in Buchs SG auch ein Rangierbahnhof sowie Räumlichkeiten für die Zollverwaltung.

## Geschichte

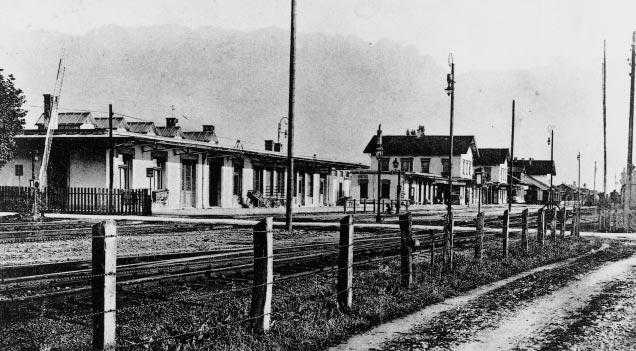
Bahnhof Buchs mit Bahnübergang, 1905

Zur Eröffnung der Bahnstrecke Rheineck–Chur am 1. Juli 1858 erhielt Buchs nur ein provisorisches Aufnahmegebäude. Ihm folgte 1873 die Normausführung der Vereinigten Schweizerbahnen (VSB) mit zwei Seitenflügeln ähnlich wie in St. Margrethen. Es hatte bis 1981 Bestand. 1872 eröffnete die k. k. privilegierte Vorarlberger Bahn die Strecke Feldkirch–Buchs, womit Buchs zum Trennungs- und Grenzbahnhof wurde.
Als 1884 die Arlbergbahn in Betrieb ging, wurde der Bahnhof Teil der Ost-West-Achse Wien–Paris, auf der zeitweise der Arlberg-Orient-Express verkehrte.

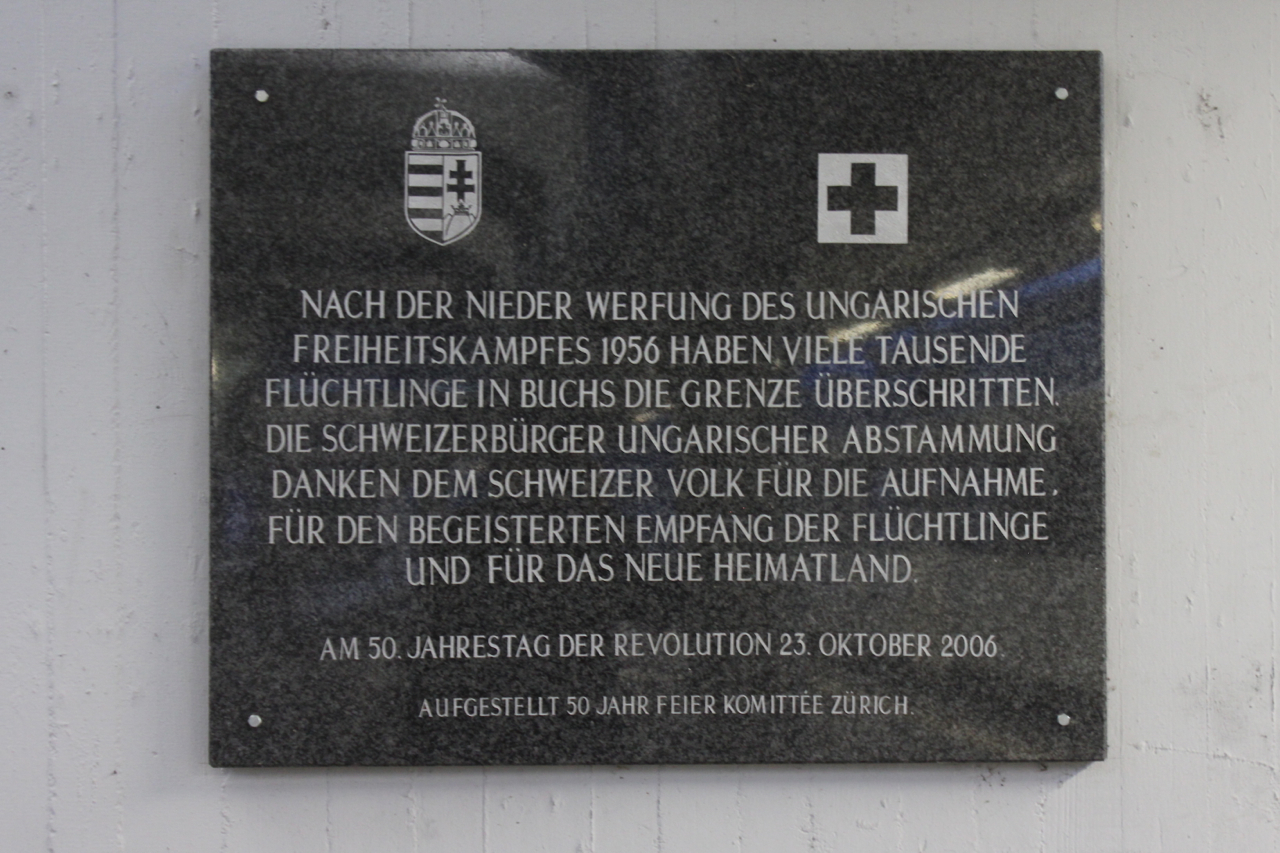
Nach der Niederwerfung des Volksaufstands 1956 haben in Buchs viele Flüchtlinge aus Ungarn die Grenze überschritten und um Asyl ersucht. Gedenktafel

1888 erstellten die VSB an der Rheinstrasse die Lokomotivremise als Kreissegment in eiserner Bogenkonstruktion. Die Remise hatte damals nur zwei Lokomotivstände. Als am 1. Juli 1902 die Vereinigten Schweizerbahnen verstaatlicht wurden, gelangte der Bahnhof Buchs in den Besitz der SBB. An der neuen Besitzerin lag es dann auch, die Lokomotivremise zu erweitern. Sie umfasst vier gedeckte Gleise. Über die vorgelagerte Drehscheibe mit einem Durchmesser von 16 Metern konnten fünf weitere Gleise bedient werden. Heute dient das Depot anderen Zwecken.

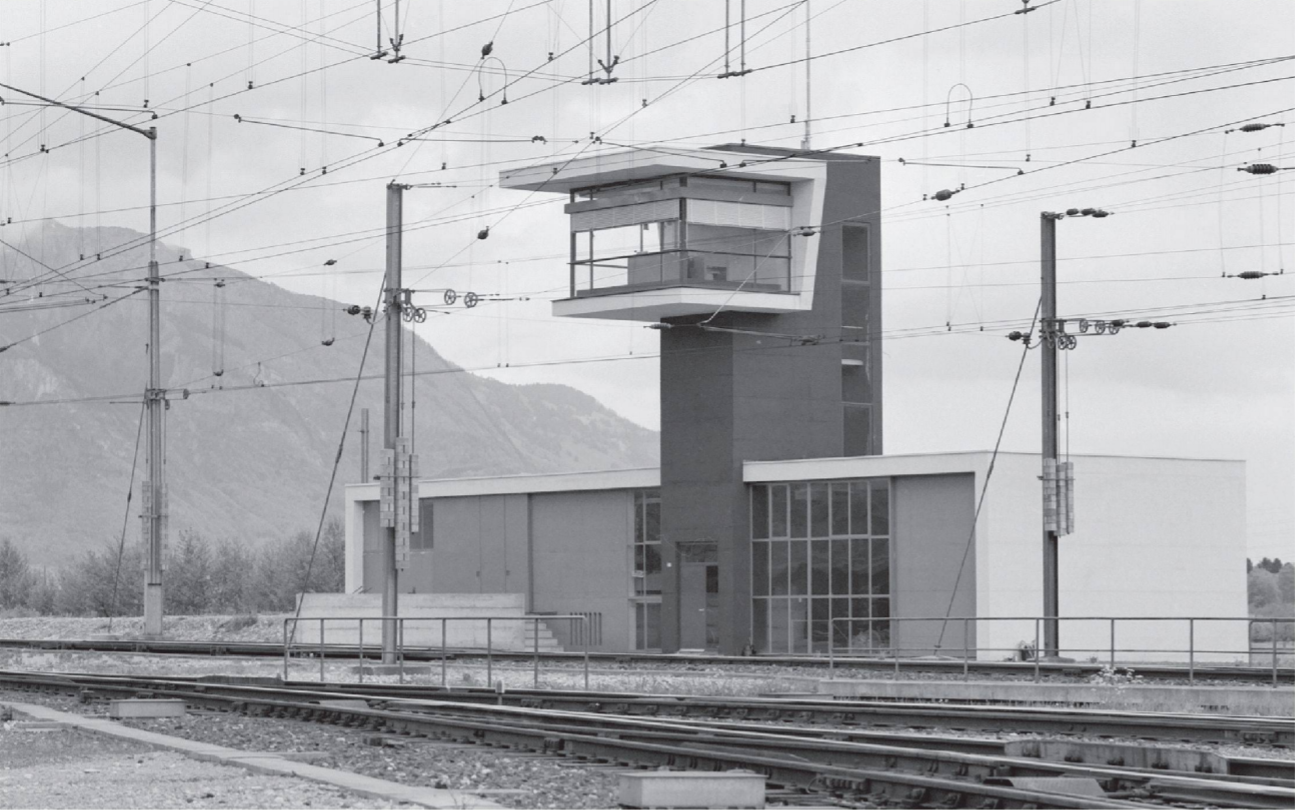
Stellwerk für den Ablaufberg im Güterbahnhof, projektiert vom SBB-Architekt Max Vogt. erbaut um 1960.

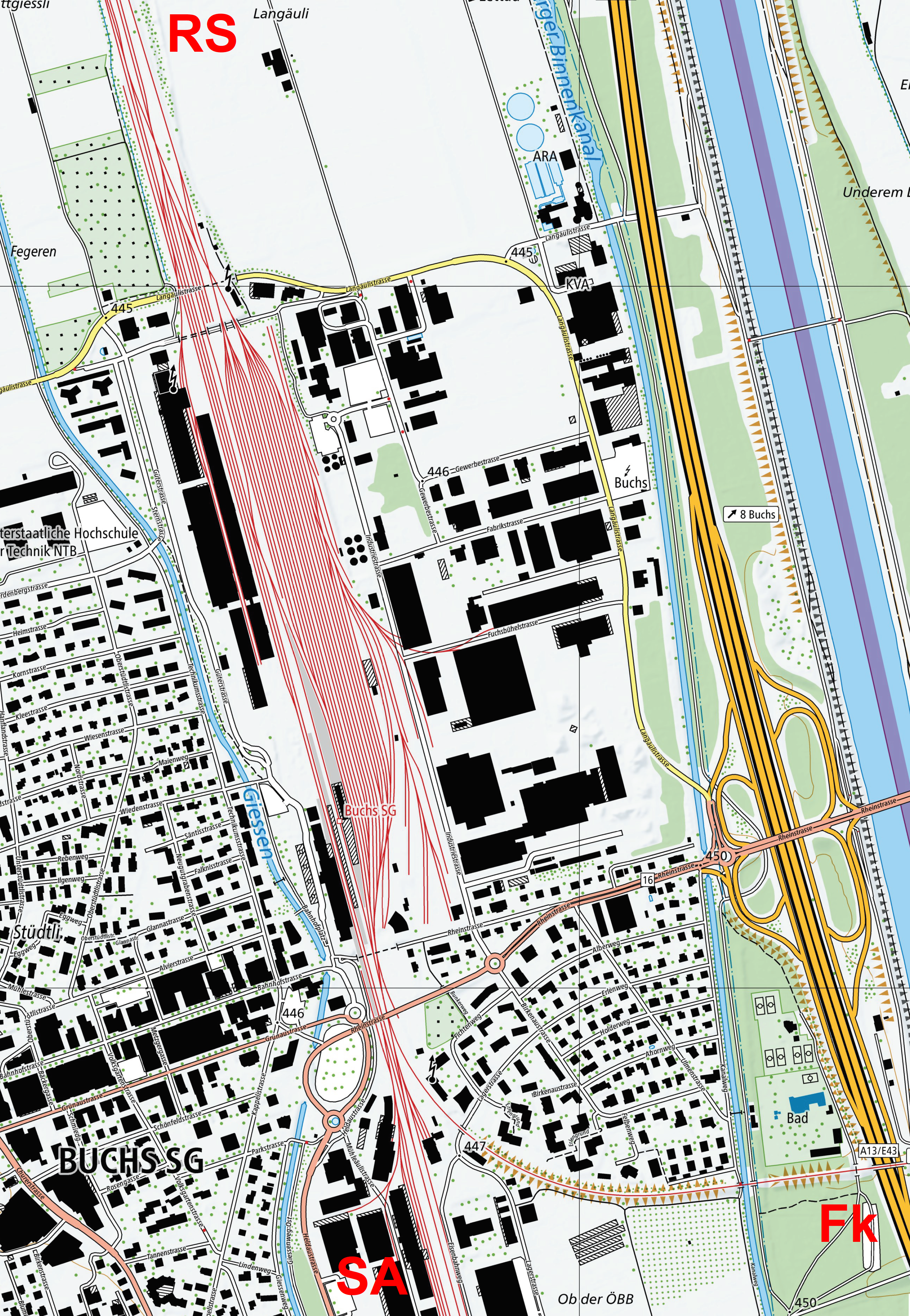
Kartenausschnitt Bahnhof Buchs:
RS: SBB nach Rorschach
Fk: ÖBB nach Feldkirch
SA: SBB nach Sargans
Deutlich erkennbar sind die Gleisanlagen des Rangierbahnhofs.

Beinahe wäre Buchs zu einer Bahnverbindung ins Toggenburg gekommen. 1910 wurde die Konzession erteilt für eine 27 Kilometer lange elektrische Schmalspurbahn von Buchs nach Wattwil. Steilere Abschnitte sollten mit Zahnstange überwunden werden. Das Projekt wurde nicht realisiert, und seit 1918 verkehrt das Postauto zwischen Buchs und dem Toggenburg. Kaum war der Erste Weltkrieg vorbei, wagte die Toggenburg-Werdenberg-Bahn (TWB) einen zweiten Versuch zum Bau einer elektrischen Strassenbahn Nesslau–Wildhaus–Buchs.
Mit der Elektrifizierung der Strecke Buchs–Feldkirch im Jahr 1926 durch die BBÖ erhielt der Bahnhof Buchs Fahrleitungen. 1928 nahmen die SBB den elektrischen Betrieb auf der Strecke Buchs–Sargans auf, 1934 folgte die Rheintallinie nach St. Margrethen.
Von 1977 bis 1981 wurde ein Neubau in Sichtbetonarchitektur erstellt. Das Gebäude besteht aus einem zweigeschossigen, länglichen Trakt und einem fünfgeschossigen Kopf. Aus architektonischer Sicht hervorgehoben wird der Perron 3 mit seiner Oberlicht-Dachkonstruktion und sechseckigen seitlichen Laternenöffnungen.
Von 2004 bis 2006 wurden die Perrons auf 55 cm erhöht und deren Zugänge mit Rampen versehen. Die Gleisanlage im Personenbahnhof wurde den aktuellen Anforderungen angepasst; für den Betrieb reichen vier statt vorhin fünf Perrongleise.
Die Stadt Buchs will den nicht mehr benötigten Güterbahnhof etappenweise vom Bahnhof hin zur „Rheincity“ für Dienstleistungen und Wohnen entwickeln. Eine 2007 bis 2009 erstellte Machbarkeitsstudie bestätigte finanziell und städtebaulich die Realisierbarkeit des Projekts.
Von 2019 bis 2020 modernisierten die SBB das inzwischen denkmalgeschützte Bahnhofsgebäude. Es wurde zu einem Bahnreisezentrum ausgebaut, unter anderem mit neuen Billettschaltern und einer Bäckerei-Conditorei-Verkaufstheke.
Während der Totalsperre von Ende Februar 2023 bis Ende Oktober 2023 wurde beim Bahnhof Buchs auf der Nordseite die Doppelspur um 0,9 km verlängert.

## Betrieb

Die Dampflokomotive E 3/3 8487 erinnert an den Rangierdienst mit dem „Tigerli“. Die Maschine wurde 1965 ausrangiert.

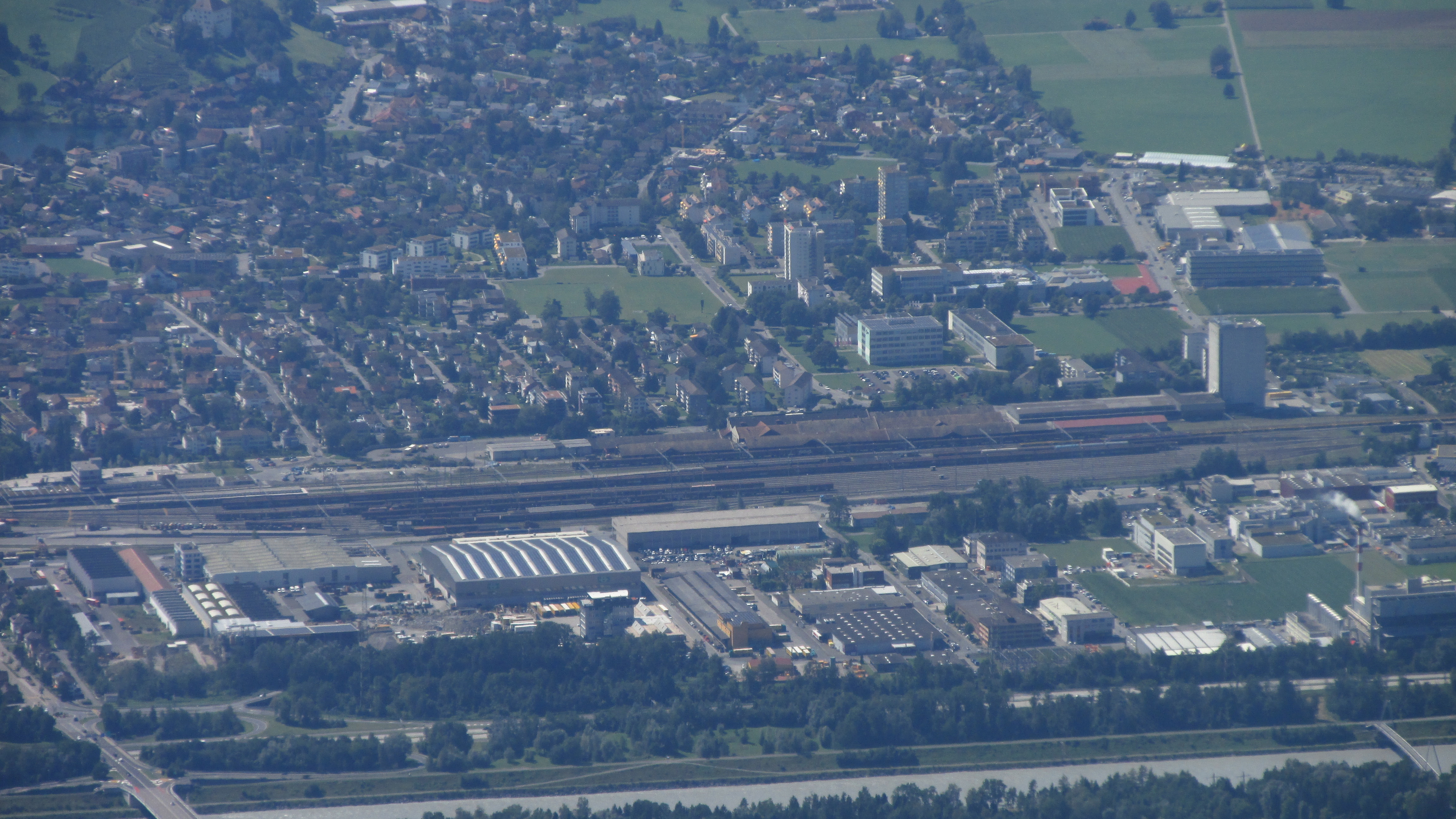
Blick von Osten, vom Drei-Schwestern-Massiv auf den Bahnhof Buchs

Im Bahnhof Buchs SG halten täglich um die 120 Züge des Personenverkehrs. Durchschnittlich stiegen 2018 im Bahnhof Buchs SG täglich 4678 Bahnreisende ein und aus. Eine wichtige Rolle spielt Buchs im Güterverkehr, da die Route von der Schweiz über die Arlbergbahn eine wichtige Verbindung darstellt. Die internationalen Züge müssen in Buchs die Fahrtrichtung wechseln, was aber wegen des Lokomotivwechsels an der Grenze kein Nachteil ist. Zusätzlich zu dem in der Schweiz verwendeten ETCS ist ein Teil des Bahnhofs mit der Zugbeeinflussung PZB der Österreichischen Bundesbahnen ausgestattet.
Bei zwischen der Schweiz und Österreich verkehrenden Schnellzügen werden für den Lokomotivwechsel, die anschliessende Bremsprobe und die Zollformalitäten, soweit sie nicht im fahrenden Zug beendet wurden, durchschnittlich 7 Minuten benötigt. Früher wurden dazu mindestens 20 Minuten eingesetzt. Der Railjet von Wien nach Zürich verkehrt ohnehin als Pendelzug ohne Lokomotivwechsel, aber mit einer ähnlichen Verzögerung von 7–14 min, was etwa 10–20 % Verlängerung der Reisezeit bis nach Zürich entspricht.
Fahrkarten des Verkehrsverbundes Vorarlberg gelten auf der gesamten Bahnstrecke Feldkirch–Buchs und können auch im Bahnhof Buchs gekauft werden.

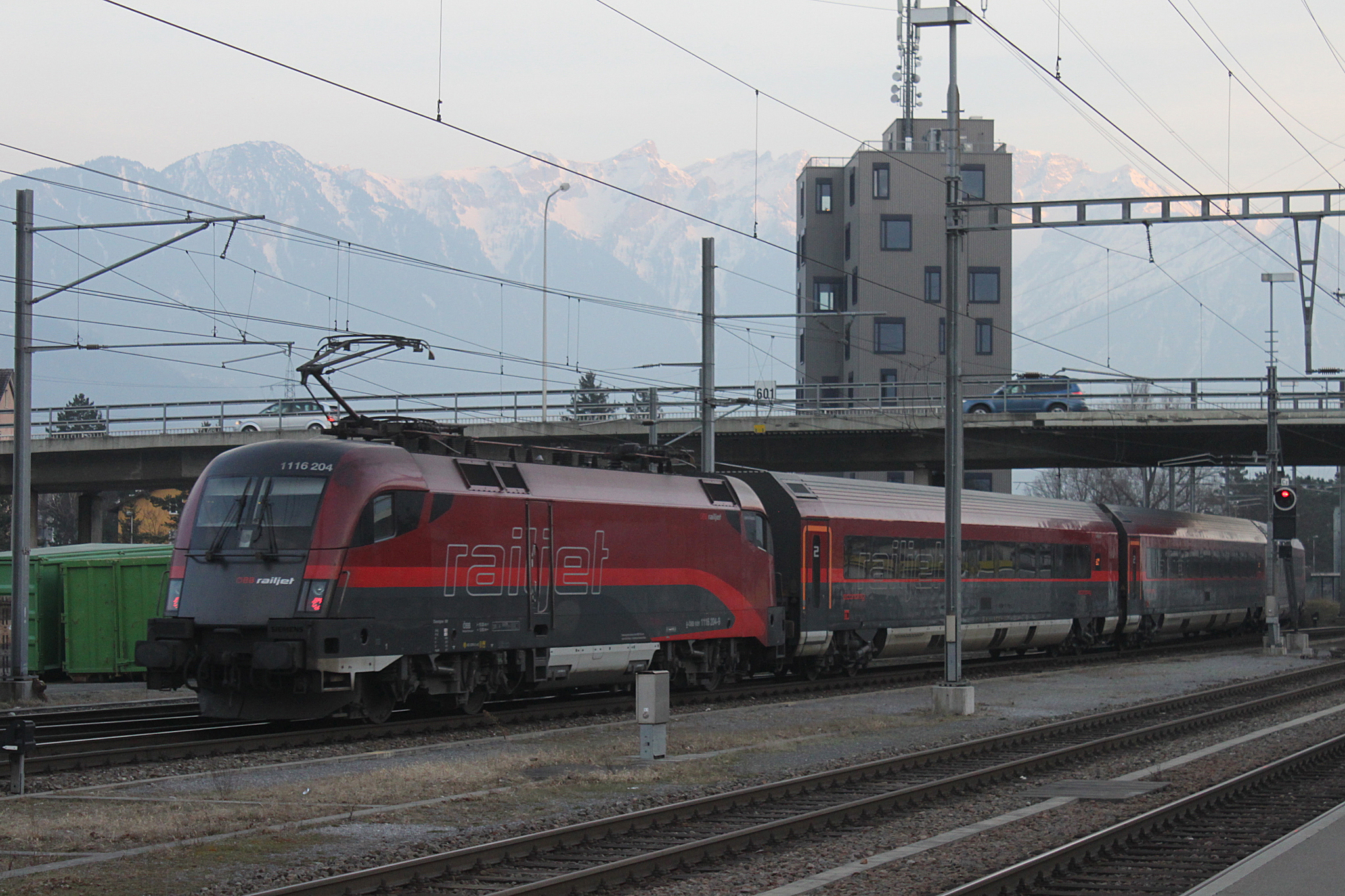
Railjet von Zürich nach Wien beim Verlassen des Bahnhofs Buchs

Der Bahnhof Buchs wird den folgenden Zügen des Personenverkehrs bedient:

### Fernverkehr
- 13 Zürich HB/St. Gallen – Sargans/Chur teilweise , teilweise  FS  (Alpenrhein-Express) (stündlich)
- Zürich HB – Sargans – Buchs SG – Wien (– Budapest/Bratislava)      (Railjet) (zweistündlich)
- Zürich HB – Buchs SG – Wien (mit EuroNight-Kurswagen nach Prag und Budapest)      (Nightjet) (ein Zug)
- Zürich HB – Buchs SG – Graz (mit EuroNight-Kurswagen nach Zagreb)      (Nightjet) (ein Zug)
- Zürich HB – Buchs SG – Bischofshofen – Graz      (EC Transalpin) (ein Zug)

### Regional- und S-Bahn-Verkehr
| Zuggattung/Linie | Verlauf                                                                                     | Takt                                                                |
| ---------------- | ------------------------------------------------------------------------------------------- | ------------------------------------------------------------------- |
| S 4              | Rapperswil – Uznach – Wattwil – Herisau – St. Gallen – Rorschach – St. Margrethen – Sargans | stündlich, verkehrt als S17 via Ziegelbrücke weiter nach Rapperswil |
| S 2 R 2          | Feldkirch – Altenstadt – Gisingen – Tisis – Nendeln – Forst Hilti – Schaan-Vaduz – Buchs SG | einzelne Zugpaare                                                   |
| RE               | St. Gallen – Rorschach – Buchs SG – Sargans                                                 | abends nach Betriebseinstellung des 13                              |

Stand: Dezember 2024

### Busverkehr
Vom Bahnhof Buchs aus erschliessen mehrere Buslinien die Umgebung in der Schweiz und in Liechtenstein. Sie werden vom Bus Ostschweiz, vom Postauto, von LIEmobil und von Bus und Service Chur betrieben.

Drei Züge im Bahnhof Buchs. Links IR 13 der SBB nach Chur, in der Mitte S4 der SOB nach St. Gallen und rechts ein Railjet nach Zürich.

- 300 Altstätten SG – Buchs SG (Bus Ostschweiz)
- 400 Buchs SG – Sevelen – Sargans (Bus Ostschweiz)
- 401 Grabs – Industrie – Buchs SG – Räfis-Burgerau (Bus Ostschweiz)
- 403 Räfis-Burgerau – Buchs SG – Buchserberg (Bus Ostschweiz)
- 413 Buchs SG – Haag – Salez – Frümsen – Sax – Gams, Gasenzen (Bus Ostschweiz), (Verkehrte nur während der achtmonatigen Totalsperre zwischen Altstätten und Buchs SG im Jahr 2023)[11]
- 790 Wattwil – Nesslau – Wildhaus – Buchs SG (Postauto)
- 012 Triesen – Schaan – Buchs SG (LIEmobil)
- 903 Triesenberg – Vaduz – Buchs SG (Nachtbus N3) (LIEmobil)
- 030 Chur – Bad Ragaz – Sargans – Buchs SG – Gams (Nachtbus N30) (Bus und Service Chur)